# Jean Matthyssens
Jean Matthyssens, né le 5 juin 1920 à Paris et mort le 24 juin 2013 à Neuilly-sur-Seine, est un juriste, spécialiste du droit d'auteur. Il a dirigé la Société des auteurs et compositeurs dramatiques (SACD) de 1948 à 1988. Avant, il a participé à la Résistance et à la création de l'Insee avec Francis-Louis Closon. Après, il s'est impliqué dans la Francophonie, en tant que représentant personnel du président de la République François Mitterrand.

## État civil
Il est né le 5 juin 1920 à Paris, de Maurice Matthyssens et Fernande Boitel. Il se marie en 1951 à Francine Gutmann (architecte d'intérieur chez Didier Aron). Ils auront deux enfants, Xavier Matthyssens (organisateur de concerts de jazz), décédé en 2002, et Isabelle Matthyssens, avocate au barreau de Paris.
Liens de parenté
- Neveu de Jacques Jaujard, directeur général des Arts et Lettres au ministère de l'Éducation nationale, marié à Jeanne Boitel, pensionnaire de la Comédie-Française.
- Beau-frère de Francis Gutmann, ambassadeur de France à Madrid, secrétaire général du Quai d'Orsay, marié à Chantal de Gaulle, nièce du général.

## Résistance
Étudiant à la Faculté de droit de Paris, il reçoit un tract appelant à manifester le 11 novembre, "tous à l'Étoile, à 17 heures". Il va relayer l'information dans les lycées du quartier. Il participe  activement à la manifestation des lycéens et des étudiants, le 11 novembre 1940, premier témoignage massif de l'opposition des Parisiens à l'occupant, perçue aujourd'hui comme le premier acte collectif de résistance. Il deviendra vice-président de l'Association des résistants du 11 novembre 1940.
Engagé ensuite dans la Résistance sous le pseudonyme de Jean Menuet (avec sa tante Jeanne Boitel, dite Mozart), il croise Jean Moulin.

## Études et diplômes
- Docteur en droit : thèse sur le droit d'auteur (La Rescision pour cause de lésion – Droit moral des auteurs).
- Diplômé d'HEC : promotion 1944.

## Carrière
Chef de cabinet de Francis Closon - commissaire régional de la République pour le Nord et le Pas-de-Calais, puis directeur de l'Insee (qui succède au SNS, Service national des statistiques, mis en place par le gouvernement de Vichy). Jean Matthyssens participe à la création de cet outil statistique au service de l'économie, en tant qu'"expert économique d'État".
Il entre à la Société des auteurs et compositeurs dramatiques (SACD) comme Secrétaire général, en 1947, et devient Délégué général (directeur) l'année suivante, à 27 ans.
À la tête de la plus ancienne société d'auteurs de France (et du monde) pendant quarante, il lutte pour la défense des auteurs, le respect de la loi, son adaptation aux nouvelles formes de création : la télévision, les nouvelles technologies. Il veille aussi à la modernisation de la SACD, qui reste malgré tout une grande famille d'auteurs.
Il participe à la rédaction de la loi de 1957 sur la propriété littéraire et artistique (le droit d'auteur).
Il intervient dans tous les congrès internationaux sur le droit d'auteur.
Appelé en 1952 par Roger-Ferdinand, directeur du Conservatoire national d'art dramatique de Paris, il donne des cours de droit durant dix ans, ayant pour élèves les acteurs qui deviendront vedettes sur scène et à l'écran : Jean-Paul Belmondo, Anny Duperey, André Dussollier, Francis Huster…
Dirigeant de la SACD, il côtoie tous les grands auteurs de théâtre de l'époque, dont certains en tant que présidents de la Société, et devient l'ami, voire le confident de quelques-uns : Marcel Pagnol, Eugène Ionesco, Samuel Beckett, Armand Salacrou, André Roussin, René de Obaldia. André Mouëzy-Éon, Georges van Parys, Raymond Castans l'évoquent dans leurs livres de souvenirs.
Henry de Montherlant lui confie le soin de veiller à la mise en scène de La Ville dont le prince est un enfant.
Alain Decaux est un autre ami fidèle, qui l'appelle en 1988, quand il se lance dans la politique.
Jean Matthyssens entre ainsi au cabinet du ministre de la Francophonie, Alain Decaux, de 1988 à 1991 (gouvernement de Michel Rocard). Il y reste quand Catherine Tasca lui succède en tant que secrétaire d'État à la Francophonie et aux Relations culturelles extérieures (gouvernement Édith Cresson).
Il devient à cette occasion le représentant personnel du Président de la République pour la Francophonie. À ce titre, il représente François Mitterrand au Conseil permanent de la francophonie, et aux conférences des chefs d'état et de gouvernement des pays francophones.
En 1987, avec son ami Claude Santelli, réalisateur à la télévision et président de la SACD, il fonde l'Association Beaumarchais-SACD. 
L'Association Beaumarchais-SACD aide la création sous ses formes les plus diverses : théâtre, cinéma, télévision, radio, animation. Elle attribue des bourses d'écriture aux auteurs, favorise la diffusion des œuvres, participe aux festivals d'Avignon, de Cannes… Toutes ses actions sont financées par les droits sur la copie privée.
La bibliothèque de la SACD porte le nom de Jean Matthyssens, en reconnaissance de son action.
Toujours passionné de théâtre et attentif au renouvellement de cet art, il est jury au prix Plaisir du théâtre, fondé en 1972 par le mécène Marcel Nahmias, actuellement présidé par René de Obaldia, et qui a récompensé, depuis 2001, Jean-Michel Ribes, André Dussollier, Jorge Lavelli, Michel Galabru, James Thierrée, Emmanuel Demarcy-Mota, Jean-Pierre Vincent, Dominique Blanc.

## Publications
- Nombreux articles dans la Revue internationale du droit d'auteur (RIDA)[6].
- La Gloire de Pagnol (Actes Sud, 2000)

Audiovisuel : 
- La Voix des auteurs, ORTF.
- Jacques Jaujard, documentaire réalisé par Pierre Pochart (diffusion prévue en mars 2013 sur France 3).

## Distinctions honorifiques
- Commandeur de la Légion d'honneur[7].
- Commandeur des Arts et des Lettres.
- Vice-président de l'Association des Résistants du 11 novembre 1940.
- Croix du combattant volontaire de la Résistance.